# 亞利桑那村 (亞利桑那州)
亞利桑那村（英語：Arizona Village）是位於美國亞利桑那州莫哈維縣的一個人口普查指定地區。根據2010年美國人口普查，該地人口為946人，而該地的面積約為4.12平方千米。

## 地理
亞利桑那村的座標為34°51′13″N 114°35′03″W / 34.85361°N 114.58417°W，而該地最高點為海拔高度141米（即463英尺）。